# 木村礎
木村 礎（きむら もとい、1924年1月26日 - 2004年11月27日）は、日本の歴史学者。専門は、地方史・村落史。明治大学名誉教授。

## 来歴
東京都生まれ。明治大学専門部地歴科を経て1950年東京文理科大学史学科卒業。1958年に明治大学文学部助教授、1963年教授、1980年大学院長、1988年学長となる。この間1972年に「日本の共同体」で文学博士の学位を取得。1991年の替え玉入試事件を受けて翌年3月末をもって学長を辞任。1995年定年、名誉教授。著作集全11巻がある。
2004年11月27日、脳内出血のため死去。

## 著書
- 幕藩体制史序説 文雅堂書店 1961
- 近世の新田村 吉川弘文館 1964 (日本歴史叢書)
- 下級武士論 1967 (塙選書)
- 日本村落史 弘文堂 1978.10
- 近世の村 1980.7 (教育社歴史新書)
- 村の語る日本の歴史 古代・中世編 そしえて 1983.11 (そしえて文庫)
- 村の語る日本の歴史 近世編 1-2 そしえて 1983.12 (そしえて文庫)
- 地方史を生きる 木村礎地方史論集 日本経済評論社 1984.1
- 少女たちの戦争 日本経済評論社 1987.7
- 戦前・戦後を歩く 一歴史家の語るわが人生 日本経済評論社 1994.4
- 木村礎著作集 全11巻 名著出版 1996-1997
- 村を歩く 日本史フィールド・ノート 雄山閣出版 1998.8
- 村の生活史 史料が語るふつうの人びと 雄山閣出版 2000.6
- 村のこころ 史料が語る村びとの精神生活 雄山閣出版 2001.9

## 共編著
- 武蔵国多摩郡小川村小川家文書目録 第1-2 宗京奨三,伊藤好一共編 明治大学図書館 1953-1954
- 日本封建社会研究史 文雅堂書店 1956
- 封建村落 その成立から解体へ 神奈川県津久井郡 文雅堂書店 1958
- 新田村落 武蔵野とその周辺 伊藤好一共編 文雅堂書店 1960
- 譜代藩政の展開と明治維新 下総佐倉藩 杉本敏夫共編 文雅堂銀行研究社 1963
- 大名列伝 全8 児玉幸多共編 人物往来社 1966-1967
- 地方史研究の方法 林英夫共編 新生社 1968
- 耕地と集落の歴史 香取社領村落の中世と近世 高島緑雄共編 文雅堂銀行研究社 1969
- 旧高旧領取調帳 関東編・近畿編・中部編・中国・四国編・九州編・東北編（校訂）近藤出版社 1969-1979 (日本史料選書)
- 郷土史研究講座 全7巻 古島敏雄,和歌森太郎共編 朝倉書店 1970
- 文献資料調査の実務 柏書房 1974 (地方史マニュアル)
- 村落・報徳・地主制 日本近代の基底 中村雄二郎共編 東洋経済新報社 1976 (明治大学社会科学研究所叢書)
- 地方文化の日本史 第7巻 江戸と地方文化 2 文一総合出版 1978.4
- 大原幽学とその周辺 八木書店 1981.10 (日本史研究叢書)
- 日本史の舞台 10 風雲つげる幕末維新 江戸時代末期 集英社 1982.12
- 村落景観の史的研究 八木書店 1988.12 (日本史研究叢書)
- 村落生活の史的研究 八木書店 1994.1 (日本史研究叢書)
- 地方史研究の新方法 林英夫共編 八木書店 2000.12

## 参考
- 明治大学史資料センター 『明治大学小史―人物編』 学文社、2011年　ISBN 978-4-7620-2217-3